# Семеновський Олег Миколайович
Оле́г Микола́йович Семено́вський — старший прапорщик, інспектор-дозиметрист Державної прикордонної служби України.

## Життєпис
Народився 1978 року в Красноярському краї. Батько — прикордонник. Закінчив курси підготовки інспекторів прикордонної служби при Національній академії державної прикордонної служби України ім. Б. Хмельницького, згодом тут пройшов перепідготовку спеціалістів. Службу розпочав командиром стрілецького відділення на заставі.
У ніч на 2 липня 2014 року під час обстрілу терористами пункту пропуску Новоазовськ на кордоні з Росією після початку обстрілу прикордонники допомогли укритися цивільним, по цьому зайняли укріплені позиції для ведення кругової оборони; з водіїв лише один зазнав поранень. З прикордонників 8 було поранено.
Олег Семеновський очолює прикордонний наряд, здійснюють кидок на автомобілі до місця, звідки вели мінометний обстріл терористи, по них відкрили мінометний вогонь із засідки. Прикордонники змусили бойовиків припинити стрільбу на всіх напрямках та в темряві відступити.
Помер у лікарні від поранень, яких зазнав у ніч проти 2 липня. Вдома лишилися дружина — Ольга Олександрівна Семеновська, та двоє синів — Кирило й Данило.
Похований в Новоазовську.

## Нагороди та вшанування
- 15 липня 2014 року — за особисту мужність і героїзм, виявлені у захисті державного суверенітету та територіальної цілісності України, вірність військовій присязі під час російсько-української війни, відзначений — нагороджений орденом «За мужність» III ступеня (посмертно).
- почесний громадянин Бердянська (посмертно)